# Dorian Boccolacci
Dorian Boccolacci (Cannes, 9 september 1998) is een Frans autocoureur. Hij was tussen 2012 en 2015 lid van het Lotus F1 Junior Team, het opleidingsprogramma van het Formule 1-team Lotus.

## Carrière

### Karting
Boccolacci begon zijn autosportcarrière in het karting in 2006. In 2007 was hij kampioen in de Minikart-klasse van het regionale PACAC-kampioenschap. In 2008 werd hij twaalfde in het nationale Minime-kampioenschap en achtste in de Bridgestone Cup. In 2009 won hij deze race en won hij ook de tweede manche van het nationale kartkampioenschap.
In 2010 stapte Boccolacci over naar de Cadet-klasse en werd hij nationaal kampioen en kampioen in het regionale PACAC-kampioenschap. Ook won hij twee edities van de Bridgestone Cup en de Challenge IAME Boxer.
In 2011 ging Boccolacci karten in de KF3-klasse, waarin hij de Coppa del Vesuvio won en vijfde werd in zowel de Grand Prix Open Karting als het Europese kampioenschap. Tevens werd hij wereldkampioen in de Academy-klasse en werd hij tweede in de Junior-klasse van de ERDF Masters Kart. In 2012 werd hij achter George Russell en Alex Palou derde in het wereldkampioenschap karten in de KF3-klasse.
In 2013 werd Boccolacci kampioen in de KF-klasse van zowel de WSK Euro Series als de WSK Master Series. Tevens won hij de KF2-klasse van het CIK-FIA International Super Cup, twee manches van het Duitse kartkampioenschap en de Trofeo Andrea Margutti.

### Formule 4
In 2014 stapte Boccolacci over naar het formuleracing, waarbij hij zijn debuut maakte in het Franse Formule 4-kampioenschap. In zijn tweede raceweekend op het Circuit de Pau behaalde hij twee overwinningen. Met zes andere podiumplaatsen eindigde hij achter Lasse Sørensen als tweede in het kampioenschap met 238 punten. Met zeven overwinningen was hij ook kampioen in de Junior-klasse.

### Formule 3
In 2015 maakte Boccolacci zijn Formule 3-debuut in het Europees Formule 3-kampioenschap voor het team Signature. Hij kende echter een moeilijk seizoen; waar zijn teamgenoot Alexander Albon meerdere keren het podium wist te behalen, was de beste klassering van Boccolacci een vijfde plaats tijdens het raceweekend op Spa-Francorchamps. Uiteindelijk werd hij negentiende in de eindstand met 27 punten.

### Formule Renault
In 2016 deed Boccolacci een stap opzij naar de Eurocup Formule Renault 2.0, waarin hij uitkwam voor het team Tech 1 Racing. Hij kende een goed debuutseizoen en bekroonde deze met twee overwinningen op het Autodromo Nazionale Monza en op Spa-Francorchamps. Met nog vijf andere podiumplaatsen eindigde hij achter Lando Norris als tweede in het klassement met 200 punten. Hiernaast kwam hij voor Tech 1 ook uit in de Formule Renault 2.0 NEC, waarin hij de seizoensopener op Monza wist te winnen. Hierin eindigde hij achter Norris en Max Defourny op de derde plaats in het kampioenschap met vier additionele podiumplaatsen en 226 punten.

### GP3
In de winter van 2017 testte Boccolacci veelvuldig voor het team van Trident in de GP3 Series, waarbij hij meerdere malen de snelste tijd wist te rijden. Een week voor de seizoensopener werd bevestigd dat hij ook in de races zou gaan rijden voor het team. Hij begon het seizoen met een tweede plaats in de tweede race op het Circuit de Barcelona-Catalunya. Later in het seizoen op het Circuito Permanente de Jerez behaalde hij ook een tweede plaats en hij won de seizoensfinale op het Yas Marina Circuit. Met 93 punten werd hij zesde in het kampioenschap.
In 2018 bleef Boccolacci actief in de GP3, maar stapte hij over naar het nieuwe team MP Motorsport. Oorspronkelijk won hij zijn thuisrace op het Circuit Paul Ricard, maar werd later gediskwalificeerd omdat zijn auto niet voldeed aan de technische reglementen. Op de Hungaroring behaalde hij wel zijn eerste zege van het seizoen. Hoewel hij de helft van de races miste, werd hij alsnog tiende in het kampioenschap met 58 punten.

### Formule 2
Na het raceweekend op de Hungaroring stapte Boccolacci in 2018 over naar de Formule 2 om de vertrokken Roberto Merhi te vervangen bij MP Motorsport. Hij behaalde twee top 10-klasseringen op Monza en het Sochi Autodrom en werd met drie punten 21e in de eindstand.
In 2019 maakt Boccolacci zijn fulltime debuut in de Formule 2 voor het team Campos Racing.